# Legacy of the Beast World Tour
Legacy of the Beast World Tour – trasa koncertowa grupy Iron Maiden. Koncerty etapu europejskiego 2018 rozpoczęły się 26 maja w Tallinie, w Estonii a zakończyły się w londyńskiej O2 Arena 11 sierpnia, na 2019 rok zaplanowano występy na kolejnych kontynentach świata. Pośród ujawnionych dat, znalazło się również miejsce na 12 wizytę formacji w Polsce, koncerty zabookowano na 27 i 28 lipca 2018 roku w krakowskiej Tauron Arenie. Idea tournée została zainspirowana grą komórkową tudzież serią komiksów o tej samej nazwie. Scenografia obrazowała szereg różnych, ale powiązanych ze sobą ‘światów’, zaś repertuar obejmował materiał z lat ’80. XX wieku, z kilkoma niespodziankami z późniejszych albumów. Zgodnie z tradycją zespołu, po raz kolejny w trasie zaprezentowano kompilację najbardziej znanych utworów z dotychczasowego dorobku grupy. Jednocześnie uzupełniała ona poprzednie tournée „The Book of Souls World Tour” na poziomie wyboru obiektów i lokalizacji koncertów oraz tytularnego odniesienia do promocji gry, jak i obchodów 40-lecia działalności zespołu, trwających od 2015 roku. Trasa „Legacy of the Beast World Tour 2018/19/22" była pierwszą w historii muzyki w całości opartą na fabule i postaciach znanych z promowanej gry RPG.
Oszacowano, iż 82 koncerty tournee obejrzało ponad 2,3 mln fanów w Europie oraz obu Amerykach, zaś sekstet pojawił się w 29 państwach świata. Sukces komercyjny oraz artystyczny wydarzenia skłonił management formacji do przedłużania trasy o kolejny, trzeci już etap. Oprócz Europy, gdzie po raz siódmy Iron Maiden zagrać mieli w Donington, jako headliner Download Festival, zespół planował odwiedzić Azję oraz Oceanię, co w kontekście tras retrospektywnych zdarzyło się po raz pierwszy. Do rewizji planów koncertowych zmusiła grupę globalna sytuacja wywołana pandemią koronawirusa COVID-19. Ostatecznie z pierwotnego rozkładu tournee pozostało kilkanaście największych koncertów stadionowych w wybranych krajach Europy, które przełożono na czerwiec – lipiec 2021 r. Wychodząc naprzeciw oczekiwaniom widzów, zespół zdecydował się na udział w unikatowej, wirtualnej edycji Download Festival 2020, transmitowanej via Download TV. Była to jedyna forma ‘aktywności koncertowej’ grupy w 2020 roku. Ze względu na obowiązujące restrykcje i obostrzenia dotyczące organizacji imprez masowych, trasa koncertowa została ponownie przełożona na rok 2022.
Pierwszego grudnia zespół ogłosił 30 dodatkowych koncertów w Ameryce Północnej oraz Europie. Stanowiły one uzupełnienie trasy „Legacy of the Beast 2022”, która została wzbogacona o dodatkowy świat sceniczny, odnoszący się do albumu Senjutsu. Bruce Dickinson oraz Rod Smallwood zdecydowali, iż zbliżające się koncerty będą formą promocji ostatniego albumu studyjnego, zaś fani ujrzą wszystkie efekty specjalne z jakich zasłynęła trasa oraz kompletnie nowe rozwiązania nawiązujące do siedemnastego albumu studyjnego. W zamierzeniu managementu „Legacy of the Beast World Tour 2018 – 2022” miała być największą i najbardziej spektakularną trasą w historii formacji. Ostatecznie zagrano 140 koncertów w 35 krajach, co okazało się największym osiągnięciem od 1995 r. oraz największa ilością zagranych sztuk z Bruce’em Dickinsonem od pamiętnej "Somewhere on Tour 1986/87". Występy zagrane w ramach „Legacy of the Beast World Tour 2018 – 2022” wzbudziły zainteresowanie około 4,2 mln widzów, co stanowiło kolejny rekord w historii Iron Maiden. Średnio w każdym ze spektakli uczestniczyło około 30 tys. osób. Tournee zostało uhonorowane specjalnym wyróżnieniem CAA & K2 Award przyznanym za sprzedaż ponad 3 milionów kart wstępu na indywidualne koncerty zespołu (bez festiwali).

## Przygotowania
Według managera formacji Roda Smallwooda: (…)fani wiedzą, że mamy ustalony bardzo konkrety cykl tras odkąd Bruce i Adrian powrócili do Iron Maiden na początku XXI wieku – przeplatamy trasy poświęcone nowym albumom z trasami pełnymi historii i hitów. Uwielbiamy pracować w ten sposób z wielu powodów, nie tylko dlatego, że daje to zespołowi możliwość zagrania zarówno nowego materiału, jak i starych, uwielbianych utworów, które chcą usłyszeć fani. Dzięki temu trasy pozostają świeże, nie tylko dla fanów, ale również dla zespołu. Wizerunek tej trasy pełnej historii/hitów zdecydowaliśmy się zbudować wokół nazwy Legacy of the Beast, co dało nam możliwość wykorzystania kreatywnych pomysłów i dobrej zabawy, zwłaszcza z EDDIE’m! Nie chcę zbyt wiele zdradzać w tym momencie, ale zgodnie z tradycją Iron Maiden pracujemy nad mnóstwem różnych scen i mamy nadzieję, że zapewni to naszym fanom niezapomniane wrażenia, kiedy zobaczą to bardzo specjalne show.
Zespół połączył promocję albumu The Book of Souls (2015) z jednoczesną, synchroniczną kampanią marketingową w wymiarze frontalnym, dotyczącą gry Legacy of the Beast, w końcu filmu The Book of Souls: Live Chapter (2017). Ogłoszenie trasy, okazało się zbieżnym z obchodami 40 – lecia działalności formacji, które można odliczać oraz interpretować na kilka różnych sposobów: rok 2015 to 40 lat istnienia formacji od chwili jej założenia 25 grudnia 1975 r., 2016 r. to 40 lat działalności estradowej – pierwszy koncert: 1 maja 1976 r., 2017: 40 lat wizerunku estradowego (Prowler’77 – proto Eddie), 2018: 40 lat aktywności studyjnej (sesja 1978/79 Spaceword Studios), na rok 2019 przypada 40 lat działalności wydawniczej: listopad 1979 – kontrakt z EMI Rec, w końcu w kwietniu 2020 roku minie równo 40 lat od rynkowej premiery debiutanckiego albumu studyjnego Iron Maiden. Trasy „The Book of Souls World Tour 2016/17” oraz kolejna: „Legacy of the Beast World Tour 2018/19” dopełniają się, natomiast w kontekście kilkuletniej promocji wspomnianej gry i wielowymiarowo rozumianych obchodów 40-lecia działalności grupy, warto zatem potraktować wszystkie koncerty zbiorczo, jako nierozerwalną część planu marketingowego, obejmującego również promocję wspomnianego filmu koncertowego na YT (każdy z 15 utworów został w zaledwie dwie doby po premierze przekonwertowany na osobny klip promocyjny).
Nieprzypadkowy okazał się również dobór poszczególnych miejsc i obiektów, które w oczywisty sposób pokrywały się z europejskim tournée 2016 r. Zatem sekstet znów miał zagrać w Berlinie na Waldbühne, w Monachium jako headliner RockAvaria, po raz pierwszy od 1984 roku zabukowano kolejną po zaledwie roku czasu trasę po największych halach sportowych w Wielkiej Brytanii, oprócz Genting Arena w Birmingham, SSE Arena w Belfaście – koncerty w Manchesterze, Londynie, Aberdeen i Newcastle zostały zabukowane dokładnie w tych samych obiektach. Na londyńskiej O2 Arena mieli zagrać już po raz ósmy w karierze. Po raz kolejny byli headlinerami na Volt Festival, Graspop (już dziewiąty raz), Hellfest, kolejny raz GelreDome (po raz trzeci) w Arnhem, czy Arena de Unita w Trieście. W Hiszpanii zaplanowano tylko jeden koncert, za to na gigantycznym Wanda Metropolitano Stadium (pierwszy koncert rockowy na nowym obiekcie), nowością były występy na Trondheim Rocks, Firenze Rocks, Sweden Rock czy bułgarskim Hills of Rock na terenach sportowo-rekreacyjnych miasta Płowdiw przed 30 tys. widzów. Do miejsc, na których mieli zagrać po raz pierwszy indywidualne spektakle, należały: Letany Airport w Pradze, Tauron Arena w Krakowie, Dalhs Arena w Norwegii, Royal Arena w Kopenhadze, Tele2 Arena w Szwecji, Saku Arena w Estonii (powrót po 18 latach), Accor Arena w Paryżu (dawniej Bercy), Geneva Arena, San Siro Hippodrome, Freiberg Messegelande i Hannover Messe Plaza w Niemczech. W wielu przypadkach grupa miała wystąpić na o wiele większych obiektach niż przed dwoma laty. Niezwykle silną okazała się pozycja rynkowa zespołu na Starym Kontynencie, bowiem koncertowali tutaj trzeci rok z rządu, dając łącznie 89 występów dla około 2,7 mln widzów.
Dziewiątego listopada 2018 roku ogłoszono daty koncertów na zbliżający się rok 2019. Okazało się, iż zespół odwiedzi wyłącznie sześć państw świata: USA, Kanadę, Meksyk, Argentynę, Brazylię oraz Chile. Ze względu na kilkudniowe odstępy pomiędzy niektórymi datami, istniała możliwość podwojenia spektakli w danym mieście (np. Meksyk czy Brooklyn). Koncerty wiodły przez 20 tysięczne areny sportowe, amfiteatry, stadiony sportowe, tylko jeden z nich miał charakter festiwalowy. Iron Maiden po raz czwarty w karierze zostali headlinerem gigantycznego festiwalu Rock in Rio w Brazylii. Po raz pierwszy zdecydowano się na zagranie samodzielnego koncertu na stadionie piłkarskim w Los Angeles oraz dwóch koncertów na otwartym powietrzu w Toronto. Po raz ósmy w historii zespół zarezerwował stadion Velez Sarsfield w Buenos Aires (50 tys.) zaś po raz czwarty koncert w stolicy Chile, Santiago, zorganizowano na tamtejszym Stadionie Narodowym. Występ zaplanowany na 15 października 2019 roku wieńczył trasę „Legacy of the Beast World Tour 2018/19”. Ze względu na ogromne zainteresowanie do rozkładu trasy dodano dwa koncerty w brazylijskich miastach São Paulo i Porto Alegre, gdzie zespół wystąpił na Estádio do Morumbi oraz Estadio Gremio. Były to ostatnie koncerty zabookowane na rok 2019, w którym Iron Maiden zagrali na wielkich obiektach bez tzw. target supportu, bowiem trudno za takowy uznać projekt syna Steve’a Harrisa, George’a – The Raven Age czy kilka innych, lokalnych grup. Ze względu na ogromne zainteresowanie postanowiono przedłużyć trasę o kolejny, trzeci rok z rzędu.
W pierwszej połowie listopada ogłoszono cykl 36 koncertów w Ameryce Północnej. Po raz pierwszy w historii grupy, sprzedaż biletów na obiekty o średniej pojemności oscylującej wokół 20 tys. miejsc, rozpoczęto na ponad osiem miesięcy przed startem trasy 18 lipca 2019 r. na Florydzie. Trasa obejmująca 33 miasta Stanów Zjednoczonych oraz Kanady okazała się największym sukcesem komercyjnym grupy w tym regionie, przynosząc dochód około 34 mln USD. Iron Maiden zagrali dla kilkuset tysięcy fanów, zarabiając z każdego koncertu ponad milion dolarów. Ogromny sukces grupa odniosła w Ameryce Łacińskiej, gdzie koncerty w sześciu miastach Meksyku, Brazylii, Argentyny i Chile zobaczyło nawet pół miliona widzów! Koncert w ramach headlinera festiwalu Rock In Rio 2019 został wyprzedany w rekordowym czasie, przyciągając również rekordową, ponad stutysięczną widownię. W stolicy Chile, Santiago, Iron Maiden wystąpili dla niemal 100 tys. widzów na Estadio Nacional de Chile i Arena Movistar.
Ostatecznie 82 koncerty „Legacy of the Beast World Tour 2018/19/20” obejrzało około 2,3 mln fanów w Europie oraz obu Amerykach. 44 koncerty, które zespół zagrał w 2019 roku przyciągnęły około 1,15 mln fanów w obu Amerykach. Według niezależnych dziennikarzy, krytyków muzycznych i agentów grupy, Iron Maiden w okresie 2008 – 2019 dali 494 koncerty, w ramach pięciu światowych tras, które przyciągnęły łącznie około 14,6 mln widzów. W roku 2019 minęło 20 lat od kiedy Anglicy powrócili w sześcioosobowym składzie. W latach 1999–2019 zespół dał 840 koncertów dla 25 mln widzów, co przekładało się na średnią ponad 29 tys. co wieczór.
W obliczu ogromnego sukcesu komercyjnego oraz artystycznego, management formacji zdecydował o przedłużaniu trasy o kolejne, trzeci już z rzędu rok. Oprócz Europy, gdzie po raz siódmy Iron Maiden zagrać mieli w Donington, jako headliner Download Festival, zespół zdecydował się odwiedzić Azję oraz Oceanię, co w kontekście tras retrospektywnych zdarzyło się po raz pierwszy. Siódmego listopada 2019 r. ogłoszono 33 koncerty składające się na ostatni etap trasy. Zespół wynajął wielotysięczne stadiony w Rosji, Polsce, Czechach (po raz czwarty dawny Stadion Eden), Hiszpanii, Portugalii, Szwecji (Stadion Ullevi wynajęto po raz piąty), we Włoszech, Austrii, Niemczech, Francji czy Holandii. Trasa obejmować miała także wybrane festiwale, których headlinerem byłby zespół m.in. po raz dziesiąty (!) Graspop Festival w belgijskim Dessel. Grupa planowała odwiedzić Filipiny, po czterech latach powrócić do Japonii oraz Oceanii, zaś po ćwierćwieczu pojawić się w Izraelu, by w oryginalnym składzie zagrać na Bloomfield Stadium. Choć na starym kontynencie zaplanowano koncerty w wielu miastach, których nie objęła trasa europejska w 2018 roku, to w wielu przypadkach sekstet zamierzał powrócić do tych samych miast oraz obiektów, co przed dwoma laty. Zdecydowana większość koncertów zaplanowanych na 2020 rok została wyprzedana na wiele miesięcy przed planowanym startem trasy. Uczestnictwem we wszystkich 35 koncertach trasy zainteresowanych było około milion osób, co trafnie ukazywało skalę całego przedsięwzięcia. Plany zespołu pokrzyżowały wydarzenia związane z postępującą pandemią koronawirusa COVID-19. Wstępnie przełożono występy w Australii i Nowej Zelandii, organizatorzy zdecydowali się na anulowanie Download Festival w Donington oraz innych festiwali. Był to jedynie początek zmian, które wymusiła na przemyśle rozrywkowym ogólnoświatowa sytuacja, w wyniku której odwołaniu uległy kolejne imprezy. Menedżment grupy poprosił fanów o wyrozumiałość i rozpoczął procedurę przeniesienia całego etapu trasy na kolejny rok. Ostatecznie z pierwotnego rozkładu tournee pozostało kilkanaście największych koncertów stadionowych w wybranych krajach Europy, które zespół przełożył na czerwiec – lipiec 2021 r. Wychodząc naprzeciw oczekiwaniom widzów, zespół zdecydował się na udział w unikatowej, wirtualnej edycji Download Festival 2020, transmitowanej przez Download TV. Była to jedyna forma ‘aktywności koncertowej’ w 2020 roku. Zgodnie z oryginalnym rozkładem imprezy, siódmy koncert Iron Maiden w roli headlinera festiwalu, zapowiedziano na 13 czerwca 2020. Transmisję z festiwalu obejrzało na kilku platformach 500 tys. widzów. Grupa anonsowała cztery koncerty europejskie w Bazylei, Zagrzebiu, Budapeszcie i Frankfurcie zamykając w ten sposób rozkład trzeciej odsłony tournee, zaplanowanego teoretycznie na lato 2021 roku. Pierwszego marca 2021 zapowiedziano występ w roli headlinera Download Festival w Donington, 11 czerwca 2022. Ostatecznie koncerty trzeciego etapu trasy przełożono na rok 2022. Nowy rozpiska trasy okazała się w dużej mierze rekonstrukcją planów grupy na rok 2020.
Pierwszego grudnia zespół ogłosił 30 dodatkowych koncertów w Ameryce Północnej oraz Europie. Stanowiły one dopełnienie trasy „Legacy of the Beast 2022”, która została wzbogacona o dodatkowy świat sceniczny, odnoszący się do albumu Senjutsu. Bruce Dickinson oraz Rod Smallwood zdecydowali, iż zbliżające się koncerty będą formą promocji ostatniego albumu studyjnego, zaś fani ujrzą wszystkie efekty specjalne z jakich zasłynęła trasa oraz kompletnie nowe rozwiązania nawiązujące do siedemnastego albumu studyjnego. W zamierzeniu managementu „Legacy of the Beast World Tour 2018 – 2022” miała być największą i najbardziej spektakularną trasą w historii formacji. 142 koncerty miało zobaczyć przynajmniej 3,5 mln widzów. Ze względu na trwający konflikt zbrojny pomiędzy Rosją a Ukrainą, kierownictwo grupy zostało zmuszone do odwołania stadionowych koncertów w Kijowie i Moskwie, w zastępstwie dodano koncerty na Litwie i Łowie.

## Koncerty wstępnie planowane na rok 2020
| Data            | Miasto         | Kraj              | Obiekt                         | Pojemność      |
| Oceania i Azja  | Oceania i Azja | Oceania i Azja    | Oceania i Azja                 | Oceania i Azja |
| --------------- | -------------- | ----------------- | ------------------------------ | -------------- |
| 1 maja 2020     | Perth          | Australia         | RAC Arena                      | 13.000         |
| 3 maja 2020     | Adelaide       | Australia         | Entertainment Centre           | 12.000         |
| 5 maja 2020     | Brisbane       | Australia         | Entertainment Centre           | 12.000         |
| 7 maja 2020     | Sydney         | Australia         | Qudos Bank Arena               | 20.000         |
| 9 maja 2020     | Melbourne      | Australia         | Rod Laver Arena                | 15.000         |
| 11 maja 2020    | Melbourne      | Australia         | Rod Laver Arena                | 15.000         |
| 13 maja 2020    | Auckland       | Nowa Zelandia     | Spark Arena                    | 13.000         |
| 16 maja 2020    | Manila         | Filipiny          | PULP Summer Slam Festival 2020 | 7.000          |
| 19 maja 2020    | Tokio          | Japonia           | Pia Arena MM                   | 12.000         |
| 20 maja 2020    | Tokio          | Japonia           | Pia Arena MM                   | 12.000         |
| 22 maja 2020    | Osaka          | Japonia           | Edion Arena                    | 11.000         |
| 27 maja 2020    | Dubaj          | ZEA               | Coca-Cola Arena                | 7.000          |
| 30 maja 2020    | Tel Awiw-Jafa  | Izrael            | Bloomfield Stadium             | 20.000         |
| Europa          |                |                   |                                |                |
| 6 czerwca 2020  | Tampere        | Finlandia         | RockFest 2020                  | 50.000         |
| 9 czerwca 2020  | Brema          | Niemcy            | Buergerweide                   | 35.000         |
| 10 czerwca 2020 | Kolonia        | Niemcy            | RheinEnergieStadion            | 50.000         |
| 13 czerwca 2020 | Donington Park | Anglia            | Download Festival 2020         | 110.000        |
| 15 czerwca 2020 | Belfast        | Irlandia Północna | Belsonic Festival 2020         | 25.000         |
| 18 czerwca 2020 | Dessel         | Belgia            | Graspop Festival 2020          | 70.000         |
| 20 czerwca 2020 | Kopenhaga      | Dania             | Copenhell Festival 2020        | 30.000         |
| 23 czerwca 2020 | Berlin         | Niemcy            | Waldbühne                      | 25.000         |
| 25 czerwca 2020 | Oslo           | Norwegia          | Tons of Rock Festival 2020     | 40.000         |
| 27 czerwca 2020 | Göteborg       | Szwecja           | Ullevi Stadion                 | 65.000         |
| 30 czerwca 2020 | Petersburg     | Rosja             | Ice Palace                     | 5.000          |
| 2 lipca 2020    | Moskwa         | Rosja             | Dynamo Moskwa Stadion          | 25.000         |
| 5 lipca 2020    | Warszawa       | Polska            | PGE Narodowy                   | 45.000         |
| 7 lipca 2020    | Praga          | Czechy            | Stadion Sinobo                 | 40.000         |
| 9 lipca 2020    | Weert          | Holandia          | Evenemententerrein             | 30.000         |
| 11 lipca 2020   | Paryż          | Francja           | La Défense Stadion             | 45.000         |
| 13 lipca 2020   | Zurych         | Szwajcaria        | Hallenstadion                  | 10.000         |
| 16 lipca 2020   | Wiedeń         | Austria           | Neustadt Stadion               | 25.000         |
| 18 lipca 2020   | Stuttgart      | Niemcy            | Mercedes-Benz Arena            | 65.000         |
| 20 lipca 2020   | Bolonia        | Włochy            | Arena Parco Nord               | 30.000         |
| 23 lipca 2020   | Oeiras         | Portugalia        | Estádio Nacional               | 30.000         |
| 25 lipca 2020   | Barcelona      | Hiszpania         | Estadi Olímpic Lluís Companys  | 65.000         |

## Supporty

### 2018
- Sabaton w Norwegii, Hiszpanii[1].
- Killswitch Engage główny support na odcinku europejskim[1].
- Gojira w Hiszpanii[41].
- Accept, Nightwish, Volbeat, Helloween, Jonathan Davis, Shinedown, Megadeth, Amon Amarth, In This Moment, Enter Shikari, Billy Talent, Raven Age, Ayreon, Avenged Sevenfold, Arch Enemy, Saltatio Mortis, Eluveitie, Tuxedoo, Johnny Gallagher europejskie festiwale[42].
- Tremonti supportował Iron Maiden we Grecji, Bułgarii, Francji, Włoszech, Szwajcarii, Portugalii, Hiszpanii w Chorwacji oraz Polsce[43].
- Rhapsody of Fire support w Trieście[44]

### 2019
- The Raven Age support podczas wszystkich koncertów trasy 2019[18].
- The Scorpions, Megadeth, Sepultura, Anthrax, Slayer, Chuck Billy Squad, Nervosa artyści supportujący na festiwalu Rock In Rio 2019 w ramach „Metal Day” 4 października 2019 roku[45].
- Fozzy support w Los Angeles[18].
- The Rage In My Eyes w Porto Alegre[18].
- Serpentor w Buenos Aires[18].

### 2022
- Airbourne support w Pradze, Paryżu, Arnhem, Kolonii, Berlinie, Bolonii, Stuttgarcie, Wiedniu, Grecji, Göteborgu, Bremie, Frankfurcie, Barcelonie i Lizbonie[46].
- Hellacopters support w Göteborgu[46].
- Lord of the Lost support na całej trasie europejskiej[46].
- Powerwolf support w Bremie i Frankfurcie[46].
- Shinedown support w Budapeszcie[46].
- Trivium support w Ameryce Północnej (wrzesień)[47].
- Mastodon support w Meksyku[48].
- Within Temptation support w Warszawie, Barcelonie, Lizbonie, Stanach Zjednoczonych oraz Kanadzie (październik)[46][47].

## Setlista

### 2018/19
(„Doctor Doctor” UFO z taśmy)
(przemowa Winstona Churchilla z taśmy)
1. "Aces High" (z albumu Powerslave, 1984)
2. "Where Eagles Dare" (z albumu Piece of Mind, 1983)
3. "2 Minutes to Midnight" (z albumu Powerslave, 1984)
4. "The Clansman" (z albumu Virtual XI, 1998)
5. "The Trooper" (z albumu Piece of Mind, 1983)
6. "Revelations" (z albumu Piece of Mind, 1983)
7. "For the Greater Good of God" (z albumu A Matter of Life and Death, 2006)
8. "The Wicker Man" (z albumu Brave New World, 2000)
9. "Sign of the Cross" (z albumu The X Factor, 1995)
10. "Flight of Icarus" (z albumu Piece of Mind, 1983)
11. "Fear of the Dark" (z albumu Fear of the Dark, 1992)
13. "The Number of the Beast" (z albumu The Number of the Beast, 1982)
12. "Iron Maiden" (z albumu Iron Maiden, 1980)
Bisy:
14. "The Evil That Men Do" (z albumu Seventh Son of a Seventh Son, 1988)
15. "Hallowed Be Thy Name" (z albumu The Number of the Beast, 1982)
16. "Run to the Hills" (z albumu The Number of the Beast, 1982)
(„Always Look on the Bright Side of Life” Monty’ego Pythona z taśmy)

### 2022
(„Doctor Doctor” UFO z taśmy)
1. "Senjutsu" (z albumu Senjutsu, 2021)
2. "Stratego" (z albumu Senjutsu, 2021)
3. "The Writing on the Wall" (z albumu Senjutsu, 2021)
4. "Revelations" (z albumu Piece of Mind, 1983)
5. "Blood Brothers" (z albumu Brave New World, 2000)
6. "Sign of the Cross" (z albumu The X Factor, 1995)
7. "Flight of Icarus" (z albumu Piece of Mind, 1983)
8. "Fear of the Dark" (z albumu Fear of the Dark, 1992)
9. "Hallowed Be Thy Name" (z albumu The Number of the Beast, 1982)
10. "The Number of the Beast" (z albumu The Number of the Beast, 1982)
11. "Iron Maiden" (z albumu Iron Maiden, 1980)
Bisy:
12. "The Trooper" (z albumu Piece of Mind, 1983)
13. "The Clansman" (z albumu Virtual XI, 1998)
14. "Run to the Hills" (z albumu The Number of the Beast, 1982)
(przemowa Winstona Churchilla z taśmy)
15. "Aces High" (z albumu Powerslave, 1984)
(„Always Look on the Bright Side of Life” Monty’ego Pythona z taśmy)

## Oprawa trasy
Bruce Dickinson w wywiadzie dla szwedzkiej stacji „RockKlassiker” odniósł się m.in. do zbliżającej się trasy „Legacy Of The Beast World Tour 2018/19”. Jak słusznie domyślali się fani, zaprezentowany w klipie promocyjnym witraż zawierał szereg wskazówek odnośnie do kompozycji, które skompilowały set listę. Na pomysł specjalnej trasy „Legacy Of The Beast World Tour” wpadł Rod Smallwood, Steve Harris oraz wokalista Iron Maiden jeszcze latem 2016 roku. Wtedy pojawiły się pierwsze propozycje odnośnie do repertuaru oraz konstrukcji sceny, która miała być jeszcze bardziej spektakularna niż podczas koncertów 2016/17. Zdecydowano się na wykorzystanie wielu zdobyczy technologicznych.
Grupa zgromadziła na ten cel ogromny budżet, natomiast muzycy nie byli zainteresowani zastosowaniem gigantycznych ekranów LED. Jak tłumaczył Bruce: Wszystko to przypomina gigantyczny iPod albo Smart Phone, można dostać oczopląsu. Wielokrotnie staraliśmy się wypróbować taką opcję, nie wszystko było OK. Można na tym wyświetlać wizualizacje z naszymi okładkami, EDDIEm – moglibyśmy zrobić show jak Metallica albo inni, nie do końca to współgra z naszymi scenografiami. Nie można jednak wykluczyć, iż jakieś ekrany na scenie się nie pojawią. Przebijemy The Book Of Souls Tour.
Muzyk nie ukrywał, iż użycie spektakularnej produkcji bezpośrednio przełożyło się na nieco wyższe ceny wejściówek na poszczególne koncerty trasy. Kiedy 24 listopada 2017 bilety trafiły do otwartej sprzedaży, po zaledwie kilku minutach podwojono poszczególne daty w Paryżu, Londynie i Helsinkach. Jak informowali dystrybutorzy, karty wstępu rozchodziły się wspaniale dosłownie wszędzie, po dwóch godzinach zabrakło wejściówek na stadion Tele2 Arena w Sztokholmie.
Zespół zaprezentował parateatralne widowisko oparte na koncepcji odrębnych światów znanych z gry, która dała tytuł całemu przedsięwzięciu. Scena zmieniała wystrój w kontekście tematyki militarnej, religijnej, królestwa upadku czy też świata podziemnego. Fani oglądali mobilną, niezwykle realistyczną wersję Eddiego Troopera, z którym pojedynkował się Bruce Dickinson oraz potężne, pneumatyczne popiersie Eddiego Bestii, wyłaniające się zza estrady podczas kompozycji „Iron Maiden”. Choć generalnie ani estetyka, ani też styl prezentacji estradowej grupy nie uległy zmianie, tym razem całość została wzbogacona o najnowocześniejsze technologie i znacznie rozbudowana. Elementy oświetlenia dostarczyła na zamówienie zespołu firma Philips, wśród nich znalazły się mobilne, multikolorowe głowy LED oraz linijki i węże świetlne, potężne fonobłyski typu VL 6000 Beams, stroboskopy oraz rzutniki i szperacze.
Koncepcja scenograficzna przedstawiała wnętrze neo – gotyckiej świątyni, zwieńczonej mobilnymi łukami, okrywającymi ruchome rampy oświetleniowe. W głębi estrady, po obu jej bokach, widniały podświetlane linijkami LED witraże (adekwatnie, jak na posterze promującym tournée), przedstawiające różne warianty maskotki grupy oraz postacie korespondujące z tematyką i klimatem poszczególnych utworów. Bruce Dickinson wielokrotnie zmieniał garderobę, wcielał się w brytyjskiego żołnierza, komandosa, pilota Spitfire’a, kawalerzystę, wymachiwał flagami poszczególnych państw, w których odbywał się dany koncert, unosił w kierunku widowni podświetlany krzyż inkwizytorski, stawał się mnichem, magiem, przywdziewał wiktoriańską maskę oraz pelerynę, dzierżył miotacze ognia aby ukazać się fanom w skórzanym stroju, kojarzonym z przebraniami muzyków na pierwszych trasach Maiden. Niebagatelne wrażenie robiły nie tylko zmieniające się co utwór panoramiczne backdropy, lecz potężne, nadmuchiwane rekwizyty towarzyszące poszczególnym prezentacjom.
Na samym początku spektaklu oczom widzów ukazała się realistyczna replika samolotu Supermarine Spitfire Mk Vb AA 853 współtworząca Dywizjon 302, biorący udział w bitwach powietrznych nad Wielką Brytanią w 1940 roku. Model, wyposażony w obrotowe śmigło, poruszał się nad estradą, lewitując nad głowami widzów. Skrzydła estrady, witraże oraz podium wraz z perkusją pozostawały zakryte wojskową maskownicą. Dwóch członków ekipy technicznej, przebranych za żołnierzy brytyjskich, ustawiało zasieki oraz barykady w głębi estrady. Podczas „Flight of Icarus” za sceną pojawiła się ogromna, srebrzysta statua Ikara z rozłożonymi skrzydłami, w kierunku której frontman miotał płomienie, by w finalnej części utworu doprowadzić do symulowanego zapłonu i kontrolowanego ‘upadku’. Podczas prezentacji kompozycji o tematyce religijnej, w tle pojawiła się imitacja olbrzymiej rozety katedralnej, zaś nad głowami muzyków zawisły cztery imponujące kandelabry. Spore wrażenie robiły efekty pirotechniczne towarzyszące poszczególnym kompozycjom, by podczas finale grande w postaci „Run to the Hills”, zagrzmieć z potężną siłą w wyniku dokonanej przez Dickinsona ‘detonacji’ estrady. Zespół korzystał z niezliczonej ilości rekwizytów: siatki maskującej, barykad, zasieków, latarni, koksowników, szpady oraz miecza, posągów przedstawiających gargulce, podświetlanych paneli imitujących przepływ lawy, flag, osprzętu militarnego, stryczka i kratownicy więziennej oraz wielu innych.
Trasa niemal od razu obrosła legendą, stając się widowiskiem, którego żaden szanujący się fan nie mógł przeoczyć, została okrzyknięta zarówno przez dziennikarzy, jak i fanów najbardziej teatralną, widowiskową i dopracowaną wizualnie w dotychczasowej historii grupy. Redakcja „Berliner B. Z Newspaper” określiła występy grupy mianem: Doskonale wyreżyserowanej i wystawionej heavymetalowej opery. Brytyjski „Metal Hammer” reportaż z koncertu na Tele2 Arena w Sztokholmie opatrzył wymownym tytułem: Największy show na ziemi. Pierwsze 26 koncertów europejskiego odcinka tournée zgromadziło nawet 750 tys. widzów, zaś wszystkie 38 występów zagranych w 2018 roku przyciągnęło ponad milion osób, europejskie tournee zostało całkowicie wyprzedane. Grupa z łatwością powtórzyła ten sukces w kolejnym roku.
22 maja 2022 roku koncertem w chorwackiej Arena Zagreb formacja rozpoczęła trzeci etap trasy, wzbogacony o świat Senjutsu będący nawiązaniem do wydanego we wrześniu 2021 albumu studyjnego. Oprawa wizualna została jeszcze bardziej rozbudowana. Oprócz wszystkich efektów specjalnych, rekwizytów i dekoracji z lat 2018/19, pojawił się dodatkowy, mobilny Eddie-Samuraj będący inkarnacją maskotki w wersji znanej z okładki siedemnastego albumu studyjnego. Fani ujrzeli tematyczne backdropy towarzyszące poszczególnym kompozycjom, jak również specjalne dekoracje nawiązujące do japońskiego konceptu ilustracyjnego wspomnianego Senjutsu. Stanowiły je dwie kilkunastometrowe pagody umieszczone po obu stronach sceny, realistyczne elementy scenograficzne upodabniające estradę do buddyjskiej świątyni czy nadbudówka tejże zawieszona w głębi estrady. Świat Senjutsu okazał się niezwykle sugestywnym odtworzeniem ilustracji znanej z wnętrza albumu. Tym samym grupa nawiązywała do właściwej trasy promującej album, zaplanowanej na rok 2023.

## Album koncertowy
20 listopada 2020 roku opublikowano trzynasty album koncertowy grupy, zatytułowany Nights of the Dead, Legacy of the Beast: Live in Mexico City. Dwupłytowy zestaw przyniósł ponad sto minut muzyki, zarejestrowanej podczas trzech wyprzedanych, stadionowych koncertów w Meksyku (27, 29, 30 września 2019 – Palacio de los Deportes) dla łącznego audytorium szacowanego na około 78 tys. widzów. Wydawnictwo stanowiło kolekcjonerską pamiątkę z trasy „Legacy of the Beast World Tour 2018/19/20”, swego rodzaju namiastkę uczestnictwa w koncertach jej trzeciego etapu (zaplanowanego na 2020 rok) który został ostatecznie odwołany w dobie eskalacji pandemii koronawirusa. Album przyniósł koncertową wersję utworu „For the Greater Good of God” po raz pierwszy opublikowaną oficjalnie. Zawierał również kilka kompozycji, które nie były grane na żywo od lat: „Sign of the Cross”, „The Clansman”, „Where Eagles Dare” czy „Flight of Icarus”, który to utwór po raz ostatni był prezentowany publiczności podczas trasy „Somewhere on Tour 1986/1987”.
W pierwotnym zamyśle grupa nosiła się z zamiarem zarejestrowania materiału audio – wizualnego podczas jednego ze stadionowych koncertów, które miały się odbyć latem 2020 roku w Europie. Fani mieli otrzymać wysokiej jakości zapis dokumentujący spektakularną trasę. Wydarzenia związane z pandemią koronawirusa pokrzyżowały plany muzyków, zmuszając ich do odwołania oraz przełożenia na kolejny rok części koncertów. Formacja dysponowała zaledwie surowymi zapisami ze stołu mikserskiego (soundboard recordings) o wydaniu zapisu wizualnego nie było zatem mowy. W maju 2020 roku postanowiono przejrzeć zachowany materiał audio. Zdaniem Steve’a Harrisa: Kiedy ostatnia cześć naszej trasy „Legacy” została odwołana z powodu pandemii koronawirusa, wszyscy w zespole byliśmy bardzo rozczarowani i przygnębieni, podobnie zresztą jak nasi fani. Bardzo liczyliśmy na to, by dotrzeć z tymi występami do kolejnych krajów i chociaż udało się ustalić nowe daty większości europejskich koncertów na 2021 rok, pomyśleliśmy, że przesłuchamy zapis dotychczasowych show, by sprawdzić, czy nie uda się przygotować jakiejś koncertowej pamiątki, którą wszyscy będą mogli się cieszyć. Opublikowany 20 listopada 2020 r. album koncertowy okazał się kolekcjonerską ciekawostką, której ukazanie się spowodowała potrzeba dostarczenia wydawnictwa, które podsumowywałoby trasę koncertową, tym bardziej iż los dalszych koncertów grupy stał pod znakiem zapytania. Można zatem przyjąć, iż 13 album koncertowy Brytyjczyków był produktem czasów w jakich powstał.

## Personel trasy
Iron Maiden
- Bruce Dickinson – śpiew
- Dave Murray – gitara
- Adrian Smith – gitara, chórki
- Janick Gers – gitara
- Steve Harris – gitara basowa, chórki
- Nicko McBrain – perkusja

Muzycy Dodatkowi
- Michael Kenney – instrumenty klawiszowe

Zarząd
- Rod Smallwood
- Andy Taylor
- Dave Shack dal Phantom Music Management.

Menadżerowie
- Rick Roskin (Creative Artists Agency (Ameryka Płn.))
- John Jackson (K2 Agency Ltd. (Reszta świata))

Obsługa trasy (The Killer Krew)
- Rod Smallwood, Steve Harris, Bruce Dickinson – Koncepcja trasy
- The Hangman Prod. – Produkcja i projekt scenografii
- Ian Day – Dyrektor organizacyjny trasy
- John „Collie” Collins – Kierownik trasy koncertowej
- Rik Benbow – Kierownik sceny
- Patrick Ledwith – Kierownik produkcji
- Zeb Minto – Koordynator produkcji
- Kerry Harris – Asystent produkcji
- Ed Stewart-Lockhart – A systent managera trasy
- Ian „Evo” Evans, Seamus Cleary – Merchandising
- Todd Nakamine – Rzecznik prasowy
- Howard Johnson – Rzecznik prasowy
- Kenneth Von Druten – Realizator ‘Front of House’
- Michael Mule – Realizator MON
- Mike „Smash” Hackman – Inżynier systemu PA
- Phil Shenton – Technik dźwięku
- Ryan Titley – Reżyser audio – wideo
- Rob Coleman – Projektant oświetlenia
- Antti Saari – Inżynier oświetlenia
- Simon Lake, Neil Johnson, Mark, „Ethnic” Cooper, Euan Odd, Andy „Hed” Thompson – Techniczni ds. oświetlenia
- Sean Brady – Technik Adriana Smitha
- Michael Kenney – Technik Steve’a Harrisa
- Charlie Charlesworth – Technik Nicko’a McBraina
- Eddie Marsh – Technik Janicka Gersa
- Colin Price – Technik Dave’a Murraya
- Ashley Groom – Scenografia (szef)
- Philip Stewart – Scenografia (techniczny)
- Jack Davis – Scenografia (asystent)
- Jem Mattews – Scenografia (II asystent)
- Adam Fort – Specjalista animatronik
- Steve Walsh – Kierownik ekipy instalacyjnej
- Jeffrey Weir – Szef ochrony
- Peter Lokrantz – Ochrona zespołu
- Natasha De Sampayo – Garderoba
- Don Carr JR – Reżyser wideo
- Nicholas Birtwistle – Realizator wideo
- Jeroen „Myway” Marain, Luke Butler and Max Ramsden – Kamerzyści
- Keith Maxwell – Pirotechnika
- Eric „Mooch” Muccio – Pirotechnika
- Jeremy Smith – Dyrektor załadunku
- Colette Shryane-Smith – Kierownik kateringu
- Ed Stewart-Lockhart – Koordynator komunikacji wewnętrznej
- Dick Bell – Mentor ds. produkcji
- Daniel Wiseman – Obsługa reflektorów punktowych
- Jammie Catt – Kontroler techniczny „Spitfire’a”
- Paul „Rommel” Brierly (kierownik), Robbie Campbell, Rachel Shadwick, Gary „Monkey” Monk, Steve „Pusher” Pearce, Paul „Rambo” Ramm, Silvio Verissimo, Helder Tabauda, Rui Oliveiro, Jorge Costa and John Bregg – Kierowcy ciężarówek zespołu
- Michael „Fish” McCarthy, Brenton Andriske and Pip King – Kierowcy nightlinerów zespołu

## Daty trasy
UWAGA! w wyniku aktualizacji danych, nazwy obiektów nie muszą się pokrywać ze stanem pierwotnym, znanym z materiałów prasowych grupy.
| Data                 | Miasto                         | Kraj              | Obiekt                              |
| Europa               | Europa                         | Europa            | Europa                              |
| -------------------- | ------------------------------ | ----------------- | ----------------------------------- |
| 26 maja 2018         | Tallinn                        | Estonia           | Saku Arena                          |
| 28 maja 2018         | Helsinki                       | Finlandia         | Hartwall Arena                      |
| 29 maja 2018         | Helsinki                       | Finlandia         | Hartwall Arena                      |
| 1 czerwca 2018       | Sztokholm                      | Szwecja           | Tele2 Arena                         |
| 3 czerwca 2018       | Trondheim                      | Norwegia          | Dahls Arena                         |
| 5 czerwca 2018       | Kopenhaga                      | Dania             | Royal Arena                         |
| 7 czerwca 2018       | Sölvesborg                     | Szwecja           | Sweden Rock Festival                |
| 9 czerwca 2018       | Monachium                      | Niemcy            | Königsplatz                         |
| 10 czerwca 2018      | Hanower                        | Niemcy            | Expo Plaza                          |
| 13 czerwca 2018      | Berlin                         | Niemcy            | Waldbühne                           |
| 16 czerwca 2018      | Florencja                      | Włochy            | Visarno Arena                       |
| 17 czerwca 2018      | Nickelsdorf                    | Austria           | Pannonia Fields II                  |
| 20 czerwca 2018      | Praga                          | Czechy            | Letňany Airport                     |
| 22 czerwca 2018      | Dessel                         | Belgia            | Festivalpark Stenehei               |
| 24 czerwca 2018      | Clisson                        | Francja           | Val de Moine                        |
| 26 czerwca 2018      | Genewa                         | Szwajcaria        | SEG Geneva Arena                    |
| 28 czerwca 2018      | Sopron                         | Węgry             | Lővér Camping Site                  |
| 30 czerwca 2018      | Fryburg Bryzgowijski           | Niemcy            | Messe Freiburg                      |
| 1 lipca 2018         | Arnhem                         | Holandia          | GelreDome                           |
| 5 lipca 2018         | Paryż                          | Francja           | Accor Arena                         |
| 6 lipca 2018         | Paryż                          | Francja           | Accor Arena                         |
| 9 lipca 2018         | Mediolan                       | Włochy            | San Siro Ippodromo                  |
| 10 lipca 2018        | Zurych                         | Szwajcaria        | Hallenstadion                       |
| 13 lipca 2018        | Lizbona                        | Portugalia        | Altice Arena                        |
| 14 lipca 2018        | Madryt                         | Hiszpania         | Wanda Metropolitano                 |
| 17 lipca 2018        | Triest                         | Włochy            | Piazza Unità d’Italia               |
| 20 lipca 2018        | Ateny                          | Grecja            | Terra Vibe Park                     |
| 22 lipca 2018        | Płowdiw                        | Bułgaria          | Plovdiv Stadion Park                |
| 24 lipca 2018        | Zagrzeb                        | Chorwacja         | Arena Zagreb                        |
| 27 lipca 2018        | Kraków                         | Polska            | Tauron Arena                        |
| 28 lipca 2018        | Kraków                         | Polska            | Tauron Arena                        |
| 31 lipca 2018        | Newcastle                      | Anglia            | Metro Radio Arena                   |
| 2 sierpnia 2018      | Belfast                        | Irlandia Północna | SSE Arena                           |
| 4 sierpnia 2018      | Aberdeen                       | Szkocja           | Exhibition and Conference Centre    |
| 6 sierpnia 2018      | Manchester                     | Anglia            | Manchester Arena                    |
| 7 sierpnia 2018      | Birmingham                     | Anglia            | Genting Arena                       |
| 10 sierpnia 2018     | Londyn                         | Anglia            | O2 Arena                            |
| 11 sierpnia 2018     | Londyn                         | Anglia            | O2 Arena                            |
| Ameryka Północna     |                                |                   |                                     |
| 18 lipca 2019        | Sunrise, Floryda               | Stany Zjednoczone | BB&T Center                         |
| 20 lipca 2019        | Atlanta, Georgia               | Stany Zjednoczone | Cellairis Amphitheatre at Lakewood  |
| 22 lipca 2019        | Charlotte, Karolina Północna   | Stany Zjednoczone | PNC Music Pavilion                  |
| 24 lipca 2019        | Bristow, Wirginia              | Stany Zjednoczone | Jiffy Lube Live                     |
| 26 lipca 2019        | Brooklyn, Nowy Jork            | Stany Zjednoczone | Barclays Center                     |
| 27 lipca 2019        | Brooklyn, Nowy Jork            | Stany Zjednoczone | Barclays Center                     |
| 30 lipca 2019        | Filadelfia, Pensylwania        | Stany Zjednoczone | Wells Fargo Center                  |
| 1 sierpnia 2019      | Boston, Massachusetts          | Stany Zjednoczone | Xfinity Center                      |
| 3 sierpnia 2019      | Hartford, Connecticut          | Stany Zjednoczone | Xfinity Theatre                     |
| 5 sierpnia 2019      | Montreal, Quebec               | Kanada            | Bell Centre                         |
| 7 sierpnia 2019      | Quebec, Quebec                 | Kanada            | Videotron Centre                    |
| 9 sierpnia 2019      | Toronto, Ontario               | Kanada            | Budweiser Stage                     |
| 10 sierpnia 2019     | Toronto, Ontario               | Kanada            | Budweiser Stage                     |
| 13 sierpnia 2019     | Buffalo, Nowy Jork             | Stany Zjednoczone | KeyBank Center                      |
| 15 sierpnia 2019     | Cincinnati, Ohio               | Stany Zjednoczone | Riverbend Music Center              |
| 17 sierpnia 2019     | Pittsburgh, Pensylwania        | Stany Zjednoczone | PPG Paints Arena                    |
| 19 sierpnia 2019     | Nashville, Tennessee           | Stany Zjednoczone | Bridgestone Arena                   |
| 22 sierpnia 2019     | Chicago, Illinois              | Stany Zjednoczone | Hollywood Casino Amphitheatre       |
| 24 sierpnia 2019     | Indianapolis, Illinois         | Stany Zjednoczone | Ruoff Home Mortgage Music Center    |
| 26 sierpnia 2019     | Saint Paul, Minnesota          | Stany Zjednoczone | Xcel Energy Center                  |
| 28 sierpnia 2019     | Winnipeg, Manitoba             | Kanada            | Bell MTS Place                      |
| 30 sierpnia 2019     | Edmonton, Alberta              | Kanada            | Rogers Place                        |
| 31 sierpnia 2019     | Calgary, Alberta               | Kanada            | Scotiabank Saddledome               |
| 3 września 2019      | Vancouver, Kolumbia Brytyjska  | Kanada            | Pepsi Live at Rogers Arena          |
| 5 września 2019      | Tacoma, Waszyngton             | Stany Zjednoczone | Tacoma Dome                         |
| 6 września 2019      | Portland, Oregon               | Stany Zjednoczone | Moda Center                         |
| 9 września 2019      | Sacramento, Kalifornia         | Stany Zjednoczone | Golden 1 Center                     |
| 10 września 2019     | Oakland, Kalifornia            | Stany Zjednoczone | Oracle Arena                        |
| 13 września 2019     | Las Vegas, Nevada              | Stany Zjednoczone | MGM Grand Garden Arena              |
| 14 września 2019     | Los Angeles, Kalifornia        | Stany Zjednoczone | Banc of California Stadium          |
| 17 września 2019     | Phoenix, Arizona               | Stany Zjednoczone | Talking Stick Resort Arena          |
| 19 września 2019     | Albuquerque, Nowy Meksyk       | Stany Zjednoczone | Isleta Amphitheater                 |
| 21 września 2019     | Dallas, Teksas                 | Stany Zjednoczone | Dos Equis Pavilion                  |
| 22 września 2019     | Houston, Teksas                | Stany Zjednoczone | The Cynthia Woods Mitchell Pavilion |
| 25 września 2019     | San Antonio, Teksas            | Stany Zjednoczone | AT&T Center                         |
| 27 września 2019     | Meksyk                         | Meksyk            | Palacio de los Deportes             |
| 29 września 2019     | Meksyk                         | Meksyk            | Palacio de los Deportes             |
| 30 września 2019     | Meksyk                         | Meksyk            | Palacio de los Deportes             |
| Ameryka Południowa   |                                |                   |                                     |
| 4 października 2019  | Rio de Janeiro                 | Brazylia          | Parque Olimpico – Ciduad del Rock   |
| 6 października 2019  | São Paulo                      | Brazylia          | Estádio do Morumbi                  |
| 9 października 2019  | Porto Alegre                   | Brazylia          | Arena do Grêmio                     |
| 12 października 2019 | Buenos Aires                   | Argentyna         | Velez Sarsfield Stadium             |
| 14 października 2019 | Santiago                       | Chile             | Movistar Arena                      |
| 15 października 2019 | Santiago                       | Chile             | Estadio Nacional de Chile           |
| Europa               |                                |                   |                                     |
| 13 czerwca 2020      | Donington TV                   | Anglia            | Donington Park Virtual              |
| 22 maja 2022         | Zagrzeb                        | Chorwacja         | Arena Zagreb                        |
| 24 maja 2022         | Belgrad                        | Serbia            | Štark Arena                         |
| 26 maja 2022         | Bukareszt                      | Rumunia           | Romexpo Open Air                    |
| 29 maja 2022         | Kijów                          | Ukraina           | VDNG Open Air                       |
| 31 maja 2022         | Kowno                          | Litwa             | Žalgiris Arena                      |
| 1 czerwca 2022       | Moskwa                         | Rosja             | VTB Stadium                         |
| 2 czerwca 2022       | Ryga                           | Łotwa             | Arēna Rīga                          |
| 4 czerwca 2022       | Hyvinkää                       | Finlandia         | Hyvinkää Airfield                   |
| 7 czerwca 2022       | Budapeszt                      | Węgry             | Groupama Aréna                      |
| 11 czerwca 2022      | Castle Donington               | Anglia            | Donington Park                      |
| 13 czerwca 2022      | Belfast                        | Irlandia Północna | Ormeau Park                         |
| 16 czerwca 2022      | Dessel                         | Belgia            | Festivalpark Stenehei               |
| 18 czerwca 2022      | Kopenhaga                      | Dania             | Refshaleøen                         |
| 20 czerwca 2022      | Praga                          | Czechy            | Stadion Sinobo                      |
| 23 czerwca 2022      | Oslo                           | Norwegia          | Ekebergsletta                       |
| 26 czerwca 2022      | Paryż                          | Francja           | Paris La Défense Arena              |
| 27 czerwca 2022      | Arnhem                         | Holandia          | GelreDome                           |
| 30 czerwca 2022      | Zurych                         | Szwajcaria        | Hallenstadion                       |
| 2 lipca 2022         | Kolonia                        | Niemcy            | RheinEnergieStadion                 |
| 4 lipca 2022         | Berlin                         | Niemcy            | Waldbühne                           |
| 7 lipca 2022         | Bolonia                        | Włochy            | Arena Parco Nord                    |
| 9 lipca 2022         | Stuttgart                      | Niemcy            | Cannstatter Wasen                   |
| 10 lipca 2022        | Wiedeń                         | Austria           | Neustadt Stadion                    |
| 13 lipca 2022        | Sofia                          | Bułgaria          | Arena Armeec Sofia                  |
| 16 lipca 2022        | Ateny                          | Grecja            | Stadion Olimpijski w Atenach        |
| 20 lipca 2022        | Brema                          | Niemcy            | Buergerweide                        |
| 22 lipca 2022        | Göteborg                       | Szwecja           | Ullevi Stadion                      |
| 24 lipca 2022        | Warszawa                       | Polska            | PGE Narodowy                        |
| 26 lipca 2022        | Frankfurt                      | Niemcy            | Deutsch Bank Park                   |
| 29 lipca 2022        | Barcelona                      | Hiszpania         | Estadi Olímpic Lluís Companys       |
| 31 lipca 2022        | Oeiras                         | Portugalia        | Estádio Nacional                    |
| Ameryka Południowa   |                                |                   |                                     |
| 27 sierpnia 2022     | Kurytyba                       | Brazylia          | Pedreira Paulo Leminski             |
| 30 sierpnia 2022     | Ribeirão Preto                 | Brazylia          | EuroBike Stadium                    |
| 2 września 2022      | Rio de Janeiro                 | Brazylia          | Parque Olimpico – Ciduad del Rock   |
| 4 września 2022      | São Paulo                      | Brazylia          | Estádio do Morumbi                  |
| Ameryka Północna     |                                |                   |                                     |
| 7 września 2022      | Meksyk                         | Meksyk            | Foro Sol Stadium                    |
| 11 września 2022     | El Paso, Teksas                | Stany Zjednoczone | Don Haskins Center                  |
| 13 września 2022     | Austin, Teksas                 | Stany Zjednoczone | Moody Center                        |
| 15 września 2022     | Tulsa, Oklahoma                | Stany Zjednoczone | BOK Center                          |
| 17 września 2022     | Denver, Kolorado               | Stany Zjednoczone | Ball Arena                          |
| 19 września 2022     | Salt Lake City, Utah           | Stany Zjednoczone | USANA Amphitheatre                  |
| 21 września 2022     | Anaheim, Kalifornia            | Stany Zjednoczone | Honda Center                        |
| 22 września 2022     | Anaheim, Kalifornia            | Stany Zjednoczone | Honda Center                        |
| 25 września 2022     | Chula Vista, Kalifornia        | Stany Zjednoczone | N.I. Credit Union Amphitheatre      |
| 27 września 2022     | Concord, Kalifornia            | Stany Zjednoczone | Concord Pavilion                    |
| 29 września 2022     | Seattle, Waszyngton            | Stany Zjednoczone | Climate Pledge Arena                |
| 30 września 2022     | Spokane, Waszyngton            | Stany Zjednoczone | Spokane Arena                       |
| 3 października 2022  | Sioux Falls, Dakota Południowa | Stany Zjednoczone | Denny Sanford Premier Center        |
| 5 października 2022  | Chicago, Illinois              | Stany Zjednoczone | United Center                       |
| 7 października 2022  | Columbus, Ohio                 | Stany Zjednoczone | Nationwide Arena                    |
| 9 października 2022  | Detroit, Michigan              | Stany Zjednoczone | Little Caesars Arena                |
| 11 października 2022 | Toronto, Ontario               | Kanada            | Scotiabank Centre                   |
| 12 października 2022 | Hamilton, Ontario              | Kanada            | FirstOntario Centre                 |
| 15 października 2022 | Ottawa, Ontario                | Kanada            | Canadian Tire Centre                |
| 17 października 2022 | Worcester, Massachusetts       | Stany Zjednoczone | DCU Center                          |
| 19 października 2022 | Belmont Park, Nowy Jork        | Stany Zjednoczone | UBS Arena                           |
| 21 października 2022 | Newark, New Jersey             | Stany Zjednoczone | Prudential Center                   |
| 23 października 2022 | Waszyngton, Dystrykt Kolumbia  | Stany Zjednoczone | Capital One Arena                   |
| 25 października 2022 | Greensboro, Karolina Północna  | Stany Zjednoczone | Greensboro Coliseum                 |
| 27 października 2022 | Tampa, Floryda                 | Stany Zjednoczone | Amalie Arena                        |

### Box office
| Obiekt / Festiwal                       | Miasto                                  | Bilety Sprzedane / Dostępne    | Dochód Netto (USD) | FREKWENCJA * |
| --------------------------------------- | --------------------------------------- | ------------------------------ | ------------------ | ------------ |
| Saku Suurhall                           | Tallinn                                 | 8,284 / 8,284 (100%)           | $544,989           | 12,000       |
| Hartwall Arena                          | Helsinki                                | 20,344 / 20,344 (100%)         | $2,072,080         | 30,000       |
| Tele2 Arena                             | Stockholm                               | 37,221 / 37,221 (100%)         | $2,926,064         | 43,000       |
| Dahls Arena / Trondheim Rocks           | Trondheim                               | 0                              | 0                  | 25,000       |
| Royal Arena                             | Copenhagen                              | 15,184 / 15,184 (100%)         | $1,394,397         | 20,000       |
| Sweden Rock Feld                        | Sölvesborg                              | 0                              | 0                  | 60,000       |
| Königsplatz / Rock Avaria               | Munich                                  | 0                              | 0                  | 27,000       |
| Expo Plaza                              | Hanover                                 | 21,900 / 21,900 (100%)         | $1,878,755         | 28,000       |
| Waldbühne                               | Berlin                                  | 17,000 / 17,000 (100%)         | $1,408,961         | 25,000       |
| Visarno Arena / Firenze Rocks           | Firenze                                 | 0                              | 0                  | 62,000       |
| Pannonia Fields II / Nova Rock          | Nickelsdorf                             | 0                              | 0                  | 62,000       |
| Letňany Airport                         | Prague                                  | 40,000 / 40,000 (100%)         | $2,514,576         | 40,000       |
| Festivalpark Stenehei / Graspop MM      | Dessel                                  | 0                              | 0                  | 70,000       |
| Val de Moine / HellFest                 | Clisson                                 | 0                              | 0                  | 100,000      |
| SEG Geneva Arena                        | Geneva                                  | 8,200 / 8,200 (100%)           | $846,120           | 10,000       |
| Lővér Camping Site / Volt Fest          | Sopron                                  | 0                              | 0                  | 45,000       |
| Messe                                   | Freiburg                                | 30,000 / 30,000 (100%)         | $3,170,000         | 36,000       |
| GelreDome                               | Arnhem                                  | 22,500 / 22,500 (100%)         | $1,724,000         | 28,000       |
| Accor Arena                             | Paris                                   | 36,794 / 36,794 (100%)         | $2,189,356         | 44,000       |
| San Siro Ippodromo                      | Milano                                  | 16,500 / 16,500 (100%)         | $1,743,000         | 20,000       |
| Hallenstadion                           | Zurich                                  | 12,600 / 12,600 (100%)         | $1,036,020         | 14,000       |
| Altice Arena                            | Lisbon                                  | 17,600 / 17,600 (100%)         | $1,103,000         | 20,000       |
| Wanda Metropolitano                     | Madrid                                  | 55,000 / 55,000 (100%)         | $4,797,916         | 60,000       |
| Piazza Unita d’Italia                   | Trieste                                 | 11,000 / 11,000 (100%)         | $906,290           | 12,000       |
| Terra Vibe Park / Rockwave Fest         | Athens                                  | 0                              | 0                  | 50,000       |
| Plovdiv Stadion Park / Hills of Rock    | Plovdiv                                 | 0                              | 0                  | 30,000       |
| Arena Zagreb                            | Zagreb                                  | 17,000 / 17,000 (100%)         | $820,030           | 22,000       |
| Tauron Arena                            | Kraków                                  | 36,200 / 36,200 (100%)         | $2,543,600         | 46,000       |
| Metro Radio Arena                       | Newcastle                               | 10,211 / 10,211 (100%)         | $762,410           | 13,000       |
| SSE Arena                               | Belfast                                 | 10,560 / 10,560 (100%)         | $752,230           | 13,000       |
| AECC P&J Arena                          | Aberdeen                                | 8,412 / 8,412 (100%)           | $548,800           | 10,000       |
| Manchester Arena                        | Manchester                              | 14,758 / 14,758 (100%)         | $1,145,000         | 21,000       |
| Genting Arena                           | Birmingham                              | 15,685 / 15,685 (100%)         | $1,132,000         | 16,000       |
| The O2 Arena                            | London                                  | 37,364 / 37,364 (100%)         | $2,713,830         | 44,000       |
| BB&T Center                             | Sunrise                                 | 13,400 / 13,400 (100%)         | $1,143,000         | 20,000       |
| Cellairis Amphitheatre                  | Atlanta                                 | 14,500 / 14,500 (100%)         | $749,171           | 20,000       |
| PNC Music Pavilion                      | Charlotte                               | 11,548 / 12,500 (92,3%)        | $915,422           | 15,000       |
| Jiffy Lube Live                         | Bristow                                 | 13,405 / 14,345 (93%)          | $1,043,000         | 20,000       |
| Barclays Center                         | Brooklyn                                | 27,411 / 27,411 (100%)         | $2,760,980         | 33,000       |
| Wells Fargo Center                      | Philadelphia                            | 11,975 / 11,975 (100%)         | $1,142,723         | 15,000       |
| Xfinity Center                          | Mansfield                               | 13,860 / 15,000 (92%)          | $1,150,200         | 20,000       |
| Xfinity Theatre                         | Hartford                                | 17,000 / 17,000 (100%)         | $1,120,200         | 20,000       |
| Centre Videotron                        | Quebec City                             | 13,993 / 13,993 (100%)         | $988,584           | 20,000       |
| Bell Centre                             | Montreal                                | 15,329 / 15,329 (100%)         | $954,174           | 20,000       |
| Budweiser Stage                         | Toronto                                 | 28,448 / 28,448 (100%)         | $1,553,524         | 34,000       |
| Keybank Center                          | Buffalo                                 | 11,371 / 11,371 (100%)         | $885,907           | 15,000       |
| Riverbend Music Center                  | Cincinnati                              | 17,000 / 17,000 (100%)         | $742,372           | 20,000       |
| PPG Paints Arena                        | Pittsburgh                              | 13,100 / 13,100 (100%)         | $1,137,860         | 18,000       |
| Bridgestone Arena                       | Nashville                               | 8,064 / 10,200 (80%)           | $785,618           | 12,000       |
| Hollywood Casino Amphitheatre           | Tinley Park                             | 18,000 / 18,000 (100%)         | $866,858           | 22,000       |
| Ruoff Home Mortgage Music Center        | Noblesville                             | 13,000 / 13,000 (100%)         | $590,730           | 17,000       |
| Xcel Energy Center                      | Saint Paul                              | 12,864 / 12,864 (100%)         | $1,178,631         | 19,000       |
| Bell MTS Place                          | Winnipeg                                | 9,397 / 10,367 (90,5%)         | $758,322           | 15,000       |
| Rogers Place                            | Edmonton                                | 12,367 / 12,367 (100%)         | $905,413           | 18,000       |
| Rogers Arena                            | Vancouver                               | 12,849 / 12,849 (100%)         | $934,972           | 20,000       |
| Scotiabank Saddledome                   | Calgary                                 | 13,600 / 13,600 (100%)         | $898,333           | 20,000       |
| Tacoma Dome                             | Tacoma                                  | 15,659 / 15,659 (100%)         | $1,181,743         | 20,000       |
| Moda Center                             | Portland                                | 13,787 / 13,787 (100%)         | $1,152,494         | 18,000       |
| Golden 1 Center                         | Sacramento                              | 11,290 / 11,290 (100%)         | $877,123           | 18,000       |
| Oracle Arena                            | Oakland                                 | 11,299 / 12,375 (91%)          | $1,023,894         | 18,000       |
| MGM Grand Garden                        | Las Vegas                               | 12,704 / 12,704 (100%)         | $1,186,931         | 18,000       |
| Banc of California Stadium              | Los Angeles                             | 28,000 / 28,000 (100%)         | $2,353,200         | 35,000       |
| Talking Stick Resort Arena              | Phoenix                                 | 13,000 / 13,000 (100%)         | $969,949           | 18,000       |
| Isleta Amphitheater                     | Albuquerque                             | 12,165 / 14,916 (82%)          | $602,913           | 15,000       |
| Dos Equis Pavilion                      | Dallas                                  | 13,176 / 15,000 (88%)          | $813,197           | 20,000       |
| Cynthia Woods Mitchell                  | The Woodlands                           | 11,333 / 14,000 (80,9%)        | $755,022           | 16,000       |
| AT&T Center                             | San Antonio                             | 13,185 / 13,185 (100%)         | $1,053,861         | 20,000       |
| Palacio de los Deportes                 | Meksyk                                  | 70,000 / 70,000 (100%)         | $3,248,741         | 78,000       |
| City of Rock / Rock in Rio 2019         | Rio de Janeiro                          | 115,000 / 108,000 (107%)       | $16,150,234        | 135,000      |
| Estadio do Morumbi                      | São Paulo                               | 62,000 / 62,000 (100%)         | $3,872,803         | 80,000       |
| Arena do Grêmio                         | Porto Alegre                            | 39,000 / 39,000 (100%)         | $2,489,273         | 66,000       |
| Estadio Velez Sarsfield                 | Buenos Aires                            | 38,000 / 38,000 (100%)         | $1,358,110         | 50,000       |
| Movistar Arena                          | Santiago                                | 15,200 / 15,200 (100%)         | $986,670           | 20,000       |
| Estadio Nacional de Santiago            | Santiago                                | 63,000 / 63,000 (100%)         | $2,580,320         | 80,000       |
| Arena Zagreb                            | Zagreb                                  | 14,961 / 14,961 (100%)         | $804,778           | 24,000       |
| Stark Arena                             | Belgrade                                | 15,021 / 15,021 (100%)         | $650,641           | 20,000       |
| Romexpo                                 | Bucharest                               | 14,800 / 14,800 (100%)         | $1,186,356         | 20,000       |
| Zalgirio Arena                          | Kaunas                                  | 5,500 / 5,500 (100%)           | $500,000           | 6,000        |
| Riga Arena                              | Riga                                    | 6,500 / 6,500 (100%)           | $600,000           | 8,000        |
| Hyvinkää Airfield / Rock Fest           | Hyvinkää                                | 0                              | 0                  | 30,000       |
| Groupama Arena                          | Budapest                                | 22,000 / 22,000 (100%)         | $1,076,622         | 30,000       |
| Donington Park / Download Fest          | Donington Castle                        | 0                              | 0                  | 100,000      |
| Ormeau Park / Belsonic Fest             | Belfast                                 | 0                              | 0                  | 20,000       |
| Festivalpark Stenehei / Graspop MM      | Dessel                                  | 0                              | 0                  | 75,000       |
| Refshaleøen / Copenhell                 | Copenhagen                              | 0                              | 0                  | 40,000       |
| Sinobo Stadium                          | Praha                                   | 32,000 / 32,000 (100%)         | $2,050,078         | 40,000       |
| Ekebergsletta / Tons of Rock            | Oslo                                    | 0                              | 0                  | 37,000       |
| La Défense Arena                        | Paris                                   | 36,018 / 36,018 (100%)         | $2,900,000         | 42,000       |
| GerleDome                               | Arnhem                                  | 23,500 / 23,500 (100%)         | $1,932,876         | 30,000       |
| Hallenstadion                           | Zurich                                  | 12,805 / 12,805 (100%)         | $1,800,795         | 17,000       |
| RheinEnergieStadion                     | Cologne                                 | 37,294 / 37,294 (100%)         | $2,925,555         | 42,000       |
| Waldbühne                               | Berlin                                  | 21,000 / 21,000 (100%)         | $1,648,871         | 25,000       |
| Arena Parc Nord                         | Bologna                                 | 31,000 / 31,000 (100%)         | $3,100,000         | 35,000       |
| Cannstatter Wasen                       | Stuttgart                               | 44,000 / 44,000 (100%)         | $3,557,277         | 60,000       |
| Neustadt Stadion                        | Vienna                                  | 25,474 / 25,474 (100%)         | $1,762,266         | 30,000       |
| Arena Armeec                            | Sofia                                   | 12,624 / 12,624 (100%)         | $616,267           | 20,000       |
| Olympic Stadium                         | Athens                                  | 30,000 / 30,000 (100%)         | $1,979,518         | 50,000       |
| Buergerweide                            | Bremen                                  | 35,000 / 35,000 (100%)         | $2,642,251         | 40,000       |
| Ullevi Stadium                          | Gothenburg                              | 62,375 / 62,375 (100%)         | $4,227,630         | 70,000       |
| PGE Narodowy                            | Warsaw                                  | 50,000 / 50,000 (100%)         | $2,825,040         | 60,000       |
| Deutsche Bank Park                      | Frankfurt                               | 32,000 / 32,000 (100%)         | $2,393,065         | 36,000       |
| Estadi Olímpic                          | Barcelona                               | 46,000 / 46,000 (100%)         | $4,076,262         | 55,000       |
| Estádio Nacional                        | Lisbon                                  | 28,000 / 28,000 (100%)         | $1,800,000         | 35,000       |
| Pedreira Paulo Leminski                 | Curitiba                                | 24,289 / 24,289 (100%)         | $1,357,032         | 33,000       |
| Arena Eurobike                          | Ribeirão Preto                          | 24,000 / 24,000 (100%)         | $1,500,000         | 32,000       |
| City of Rock / Rock in Rio 2022         | Rio de Janeiro                          | 115,000 / 107,000 (108%)       | $16,650,234        | 135,000      |
| Estádio do Morumbi                      | Sao Paulo                               | 56,400 / 56,400 (100%)         | $3,906,747         | 77,000       |
| Foro Sol                                | Meksyk                                  | 63,000 / 63,000 (100%)         | $3,819,864         | 75,000       |
| UTEP Don Haskins Center                 | El Paso                                 | 6,294 / 6,294 (100%)           | $767,951           | 10,000       |
| Moody Center                            | Austin                                  | 12,000 / 12,000 (100%)         | $1,200,000         | 20,000       |
| BOK Center                              | Tulsa                                   | 8,500 / 8,500 (100%)           | $750,000           | 13,000       |
| Ball Arena                              | Denver                                  | 11,800 / 11,800 (100%)         | $1,235,868         | 20,000       |
| USana Amphitheatre                      | Salt Lake City                          | 12,600 / 12,600 (100%)         | $737,066           | 20,000       |
| Honda Center                            | Anaheim                                 | 24,000 / 24,000 (100%)         | $3,000,000         | 38,000       |
| North Island Credit Union Amp           | Chula Vista                             | 17,000 / 17,000 (100%)         | $1,100,000         | 24,000       |
| Concord Pavilion                        | Concord                                 | 12,000 / 12,000 (100%)         | $1,000,000         | 20,000       |
| Climate Pledge Arena                    | Seattle                                 | 13,000 / 13,000 (100%)         | $1,155,000         | 20,000       |
| Spokane Arena                           | Spokane                                 | 8,900 / 8,900 (100%)           | $808,000           | 12,000       |
| Denny Sanford Premier Center            | Sioux Falls                             | 6,300 / 6,300 (100%)           | $530,000           | 9,000        |
| United Center                           | Chicago                                 | 13,000 / 13,000 (100%)         | $1,293,000         | 23,000       |
| Nationwide Arena                        | Columbus                                | 13,500 / 13,500 (100%)         | $1,350,000         | 23,000       |
| Little Caesars Arena                    | Detroit                                 | 10,566 / 10,566 (100%)         | $1,043,000         | 15,000       |
| Scotiabank Arena                        | Toronto                                 | 12,000 / 12,000 (100%)         | $970,000           | 21,000       |
| FirstOntario Centre                     | Hamilton                                | 8,600 / 8,600 (100%)           | $661,000           | 12,000       |
| Canadian Tire Centre                    | Ottawa                                  | 11,740 / 11,740 (100%)         | $920,000           | 20,000       |
| DCU Center                              | Worcester                               | 10,100 / 10,100 (100%)         | $1,065,000         | 15,000       |
| UBS Arena                               | New York                                | 12,000 / 12,000 (100%)         | $1,125,000         | 20,000       |
| Prudential Center                       | Newark                                  | 12,800 / 12,800 (100%)         | $1,260,000         | 20,000       |
| Capital One Arena                       | Washington                              | 12,000 / 12,000 (100%)         | $1,207,000         | 20,000       |
| Greensboro Coliseum                     | Greensboro                              | 12,000 / 12,000 (100%)         | $950,000           | 22,000       |
| Amalie Arena                            | Tampa                                   | 12,500 / 12,500 (100%)         | $1,250,000         | 21,000       |
| SUMA (Indywidualne / Ogółem): 124 / 140 | SUMA (Indywidualne / Ogółem): 124 / 140 | 2,592,327 / 2,592,327 (100,0%) | $206,203,806       | 4,200,000    |

* Dane dotyczą ostatecznej liczby uczestników w odniesieniu do maksymalnej pojemności obiektów z uwzględnieniem zaproszonych gości, wolontariuszy, darmowych uczestników imprez oraz posiadaczy biletów udostępnianych poza głównymi kanałami dystrybucji. W zależności od lokalizacji koncertu tzw. dane brutto mogą się znacznie różnić od wartości wyjściowych.